# Jason Sanford

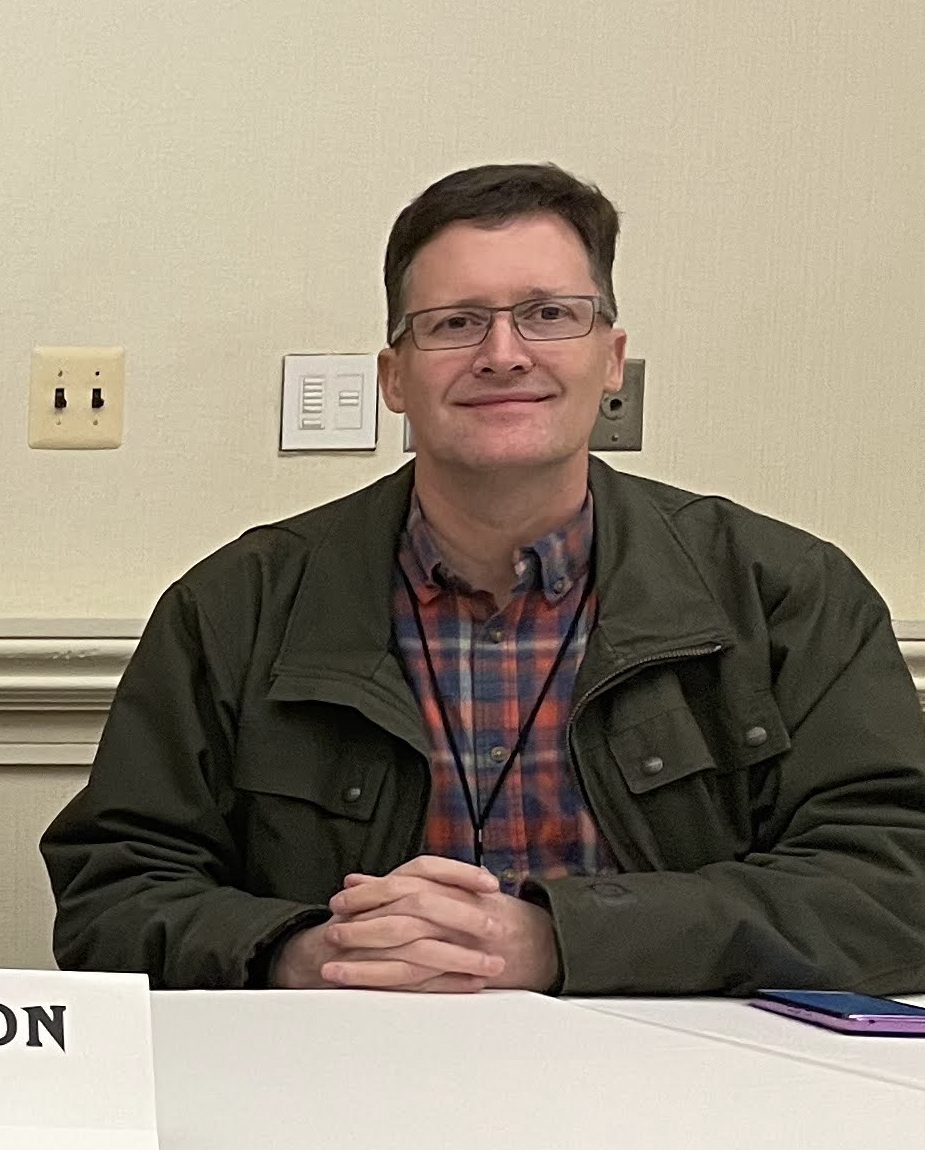
Jason Sanford (2024)

Jason Sanford ist ein amerikanischer Science-Fiction-Autor. Sein Roman Plague Birds (2022) wurde als Finalist für den Nebula Award und den Philip K. Dick Award nominiert.

## Leben und Ausbildung
Sanford wurde in Alabama geboren und wuchs in der Nähe von Wetumpka auf. Er studierte Anthropologie und Archäologie an der Auburn University. Nach dem College leistete Sanford zwei Jahre lang Freiwilligendienst im Peace Corps in Thailand, wo er an einer Junior High School Englisch unterrichtete. Dort lernte er auch seine spätere Ehefrau kennen, die ebenfalls als Peace Corps-Freiwillige tätig war. Nach ihrem Einsatz zogen sie nach Minneapolis, wo Sanford als Redakteur arbeitete.

## Auszeichnungen und Anerkennung
- 2022: Plague Birds – Nominiert für den Nebula Award in der Kategorie Bester Roman

## Werke

### Romane
- Plague Birds. 2022.